# Residência Vilanova Artigas I
A Residência Vilanova Artigas I é uma construção de 1942, projetada pelo arquiteto João Batista Vilanova Artigas para servir de lar para ele e sua família. Está localizada no bairro do Campo Belo, no município de São Paulo, estado de São Paulo.

## História
A Residência Vilanova Artigas I foi erguida cinco anos após a formação de  Artigas como arquiteto-engenheiro pela Escola Politécnica de São Paulo, sendo a primeira que ele construiu para si. Por ser um projeto para utilização própria, o arquiteto pode libertar-se dos padrões convencionais, rompendo com algumas características ainda existentes da estrutura colonial e do período da escravidão, como a valorização da parte frontal da casa, com sua área social e deixando aos fundos cômodos considerados menos importante como cozinhas e área de serviços.

## Arquitetura
Em um terreno de mil metros quadrados e área construída de 223 metros quadrados, a edificação caracteriza-se por sua fluidez entre ambientes, praticamente sem divisões internas e suas variações no jogo de volumes e superfícies.
Construída em 1942, conhecida como "Casinha", possui uma planta irregular distribuindo todos os ambientes em um único espaço. Integrando a cozinha com a sala, o arquiteto rompeu com os resquícios existentes da arquitetura colonial. Com isso, eliminou o conceito de fachadas existente, removendo a hierarquia de fachada principal, frente e fundos, além da separação das áreas nobres e não nobres.